# Philippe Besnard (sculpteur)
Pour les articles homonymes, voir Philippe Besnard et Besnard.
Philippe Besnard, né le 18 novembre 1885 à Paris 17e  et mort le 2 novembre 1971 à Paris 15e,, est un sculpteur et critique d'art français.

## Biographie[5]
Fils du peintre Albert Besnard, Philippe Besnard a eu une enfance peu heureuse, ses parents s'étant obstinés à le placer dans des écoles d'agriculture. Sur son insistance, il commença à recevoir ses premières leçons de sculpture de sa mère Charlotte, née Dubray. Plus tard, à Rome, il prit des cours avec le sculpteur Henri Bouchard. Puis, comme sa mère, il reçut des conseils d'Auguste Rodin.
Il épousa en 1921 la sculptrice Germaine Desgranges (1892-1974), fille du peintre franc-comtois Félix Desgranges et élève d'Antoine Bourdelle.
Il fut nommé chevalier de la Légion d'honneur[Quand ?].
Il est inhumé au cimetière du Montparnasse (division 9).

## Œuvres

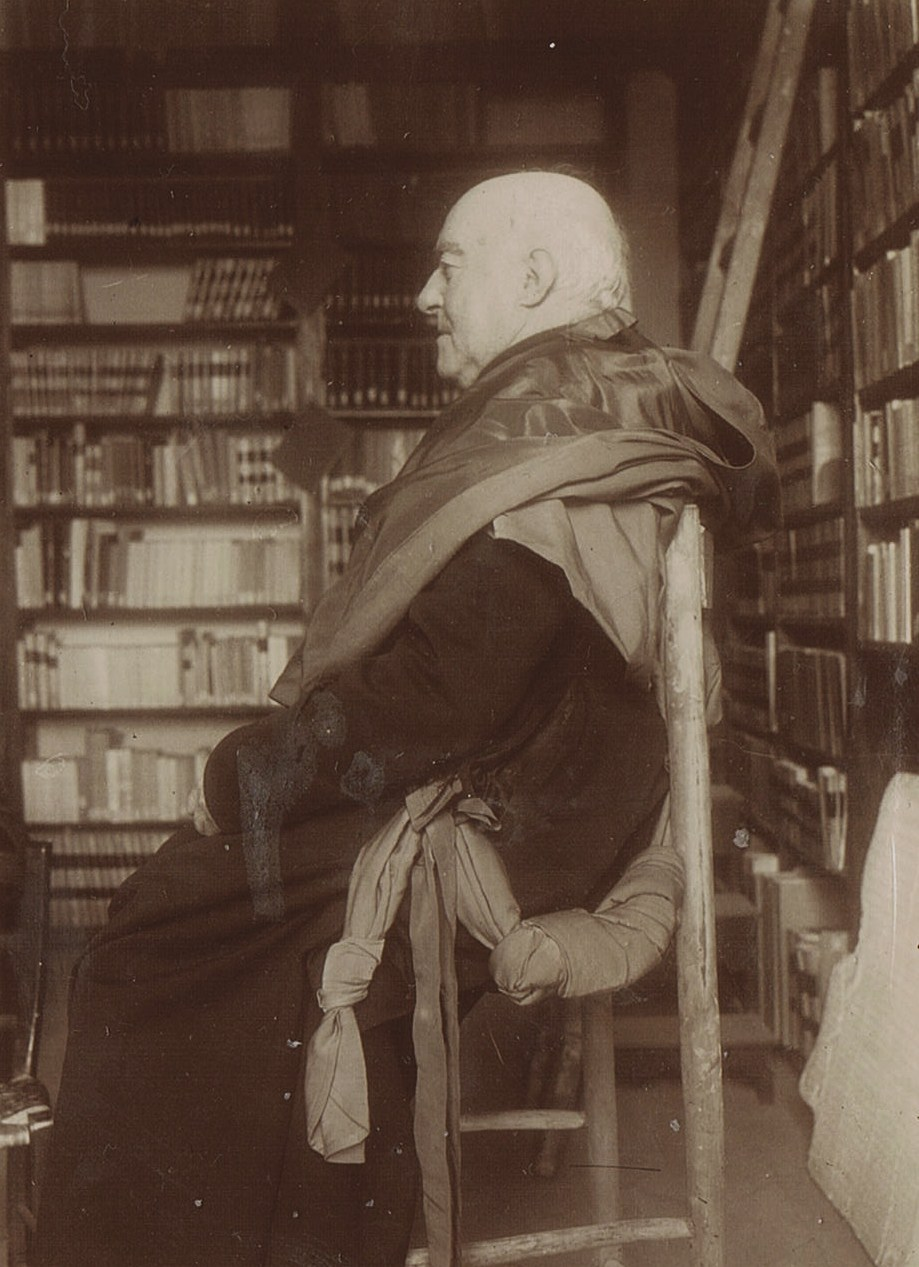
Monseigneur Louis Duchesne posant pour le sculpteur.

Philippe Besnard a eu une production diversifiée :
- Monuments publics (monuments commémoratifs, monuments aux morts, fontaines, projets de monuments)
- Bas-reliefs
- Bustes et masques (65 identifiés), souvent restés dans des collections particulières
- Personnages en pied
- Personnages allégoriques ou mythologiques (31 identifiés)
- Groupes
- Sculptures religieuses (25 identifiées)
- Médailles et médaillons
- Sujets divers
- Céramiques
- Dessins (19 identifiés)
- Épée d'académicien de Roger Grand

Parmi les 245 œuvres recensées, on peut citer :
- Monuments aux morts :
  - à Annecy, avenue du Pâquier, Première Guerre mondiale, aujourd'hui transféré place du Souvenir en tant que Monument aux Combattants
  - à Fresnes-en-Woëvre, 14-18
  - à Moûtiers-Salins, 14-18
  - à Meknès, Monument aux morts de la Légion étrangère tombés pendant la Guerre du Rif, (transféré à Aubagne ?)
  - à Albertville, Monuments aux Résistants d'Albertville et Beaufort, Seconde Guerre mondiale
- Buste du sculpteur Antoine Coysevox à Lyon
- Buste de René-Jean
- Buste de René Boylesve à l’Institut de France
- Buste de Pierre Loti à Papeete
- Buste d'Aman-Jean
- Deux Bustes d'Albert Besnard, dont l'un est conservé au musée d'Orsay à Paris
- Buste de Jacques Copeau, à la Comédie-Française
- Buste de la pianiste Marie Jaëll
- Buste d'Auguste Dorchain
- Buste de René Ghil (poète 1862-1925)
- Buste de monseigneur Ghika
- Buste de Guillaume Lerolle, fils d'Henri Lerolle
- Buste de Monseigneur Louis Duchesne (1843-1922) de l'Académie Française
- Buste de Robert de Flers
- Buste d'Edwin Fischer, pianiste helvétique
- Buste de Maxime Weygand, à l'Académie française
- Buste d'Henri d'Orléans, « comte de Paris »
- Statue de Saint François de Sales (1943) dans la cathédrale de Chambéry
- Statue du maréchal Joseph Poniatowski, rue de Rivoli sur la façade du Palais du Louvre à Paris
- Phoebus éclairant le monde (Musée d'art moderne de la Ville de Paris), bronze aujourd’hui en dépôt sur un stade à Amboise, rue du Clos des Gardes.

## Expositions
- 1928, Galerie Ecalle
- 1928, Bruxelles
- 1938, Petit-Palais, avec Bessie Davidson, Mela Muter, Kees van Dongen
- 1942, Foyer des Artistes, Lyon

## Publications
Philippe Besnard a écrit plusieurs ouvrages :
- La Politique et les Arts, 1935, Prix Broquette-Gonin attribué par l'Académie française
- L'Art et ses mystères (Aux sources de l'Inspiration), Les Editions Universelles, Paris 1946
- Souvenances, publication posthume, 1974, aux Éditions de l'Université d'Ottawa, mémoires rédigés jusqu'à la fin des années 1940,  (ISBN 0-7766-4254-5)

Il a également donné une dizaine de conférences.